# Hérimoncourt
Hérimoncourt is een gemeente in het Franse departement Doubs (regio Bourgogne-Franche-Comté). De plaats maakt deel uit van het arrondissement Montbéliard. Hérimoncourt telde op 1 januari 2022 3.530 inwoners.

## Geografie
De oppervlakte van Hérimoncourt bedraagt 7,29 vierkante kilometer; de bevolkingsdichtheid is 502 inwoners per km² (per 1 januari 2019).
De onderstaande kaart toont de ligging van Hérimoncourt met de belangrijkste infrastructuur en aangrenzende gemeenten.

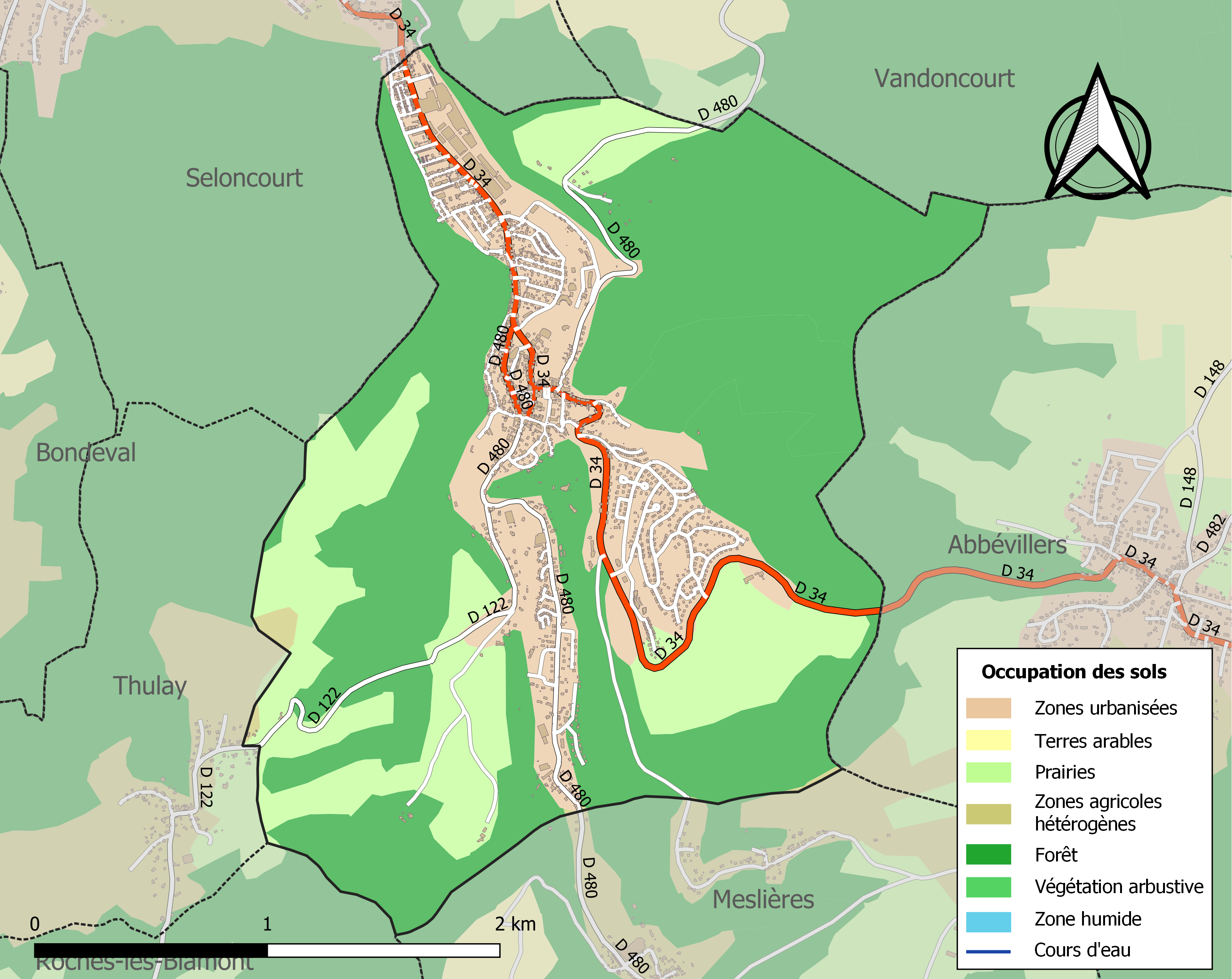

## Demografie
Onderstaande figuur toont het verloop van het inwonertal (bron: INSEE-tellingen).